# بيل داي (متزحلق جبال الألب)
بيل داي (بالإنجليزية: Bill Day)‏ هو متزحلق جبال الألب أسترالي، ولد في 21 يناير 1934.

## وصلات خارجية
- بيل داي على موقع أوليمبيديا (الإنجليزية)
- بيل داي على موقع اللجنة الأولمبية الأسترالية (الإنجليزية)